# 阿萨比亚
阿萨比亚 （阿拉伯语：‎，直译为“集体感”或者“社会凝聚力”）是一种展现社会凝聚力并且强调认同感和集体主义的观念。其最早常被应用到部落主义与宗族主义思想相关的叙述当中。 
阿萨比亚不一定和游牧民族或者血缘关系相关，它更类似于古典共和主义哲学。在现代，阿萨比亚的定义与社会凝聚力类似，不过，阿萨比亚主要着重于个人对团体的忠诚，例如民族主义与党性。所以在现代阿萨比亚通常被视为一种比较负面的观念。 
阿萨比亚在前伊斯兰时代就已经出现，并通过伊本·赫勒敦的《历史绪论》一书得到了普及。在《历史绪论》一书中，阿萨比亚被视为人类社会的基本纽带和历史进步的基础动力，并以游牧社会的形式为其最纯粹的形式。伊本·赫勒敦认为，阿萨比亚是周期性的，它与文明的兴衰直接相关：一个阿萨比亚在一个文明开始时最强大，随着文明的发展而衰落，然后另一个更强大的阿萨比亚将最终取代它，并帮助建立另一个不同的文明。